# 杨亨燮
杨亨燮（朝鲜语：／ Yang Hyŏng-sŏp，1925年10月1日—2022年5月13日），朝鲜民主主义人民共和国政治人物，曾任朝鮮最高人民會議常设会议议长、常任委员会副委员长，出身朝鲜咸鏡南道咸興市，是金日成堂妹金申淑的丈夫。

## 生平
早年在中国青岛读中学。1950年赴苏联莫斯科国立大学留学。1954年毕业后回国，担任人民经济大学副总长，获历史学硕士。
1961年担任朝鲜劳动党中央党校校长。1962年担任朝鲜劳动党中央马克思列宁主义研究所所长。同年10月当选最高人民会议议员。
1966年继续担任金日成高级党校校长。
1967年任朝鲜民主主义人民共和国国家高等教育相。
1970年7月任朝鲜劳动党中央书记局书记。同年11月当选为中央政治委员会候补委员、书记局书记。
1974年当选为劳动党中央政治委员会委员、书记局书记。
1977年担任朝鲜社会科学院院长。
1979年担任祖国统一民主主义战线中央委员会议会团议长。
1983年4月当选为最高人民会议常设会议议长。
1986年12月连任最高人民会议常设会议议长。
1998年转任最高人民会议常任委员会副委员长。
2019年4月在第十四届最高人民会议第一次会议上卸任。
2022年5月13日因脑梗塞病逝，享年96岁。朝鲜劳动党总书记金正恩亲往灵前吊唁。

## 个人著作
著有《朝鲜义兵运动》一书。